# Rothbach (Saußbach)
Der Rothbach ist der etwa 6 km lange rechte Hauptstrang-Oberlauf des Saußbachs im niederbayerischen Landkreis Freyung-Grafenau, der über die Wolfsteiner Ohe und die Ilz zur Donau entwässert.

## Verlauf
Der Rothbach entspringt im Finsterauer Filz südlich des Sandbergs (1082 m) in rund 1.055 m Höhe im Mauther Forst, fließt über das Langlaufzentrum Finsterau östlich an Finsterau vorbei in südlicher Richtung zur Waldmühle beim Ortsteil Hohenröhren der Gemeinde Mauth. Dort vereinigt er sich mit dem von links kommenden Teufelsbach, der auf etwa die Hälfte seines Laufs die Grenze zur Tschechischen Republik bildet. Der damit entstandene Saußbach, teils auch Saußwasser genannt, fließt zunächst in der Zuflussrichtung des Rothbachs etwa südsüdöstlich ab.

## Zuflüsse
Die Zuflüsse des Rothbachs sind durchwegs unbedeutend und tragen in der Karte keine Namen.